# داريل هينلي
داريل هينلي (بالإنجليزية: Darryl Henley) هو لاعب كرة قدم أمريكية أمريكي، ولد في 30 أكتوبر 1966 في لوس أنجلوس في الولايات المتحدة.

## وصلات خارجية
- داريل هينلي على موقع مرجع كرة القدم المحترفة.كوم (الإنجليزية)